# کلمبوس (ویسکانسین)
کلمبوس، ویسکانسین  (به انگلیسی: Columbus) شهری در شهرستان کولومبیا دوج ایالت ویسکانسین است که در سال ۱۸۷۴ بنیان‌گذاری شده‌است. این شهر طبق سرشماری سال ۲۰۱۰ میلادی ۴٬۹۹۱ نفر جمعیت داشته‌است.